# 苍天有泪
《蒼天有淚》為臺灣作家瓊瑤於1998年時為電視劇拍攝而寫作的小說，屬於《兩個天堂》系列。